# Segusiavi

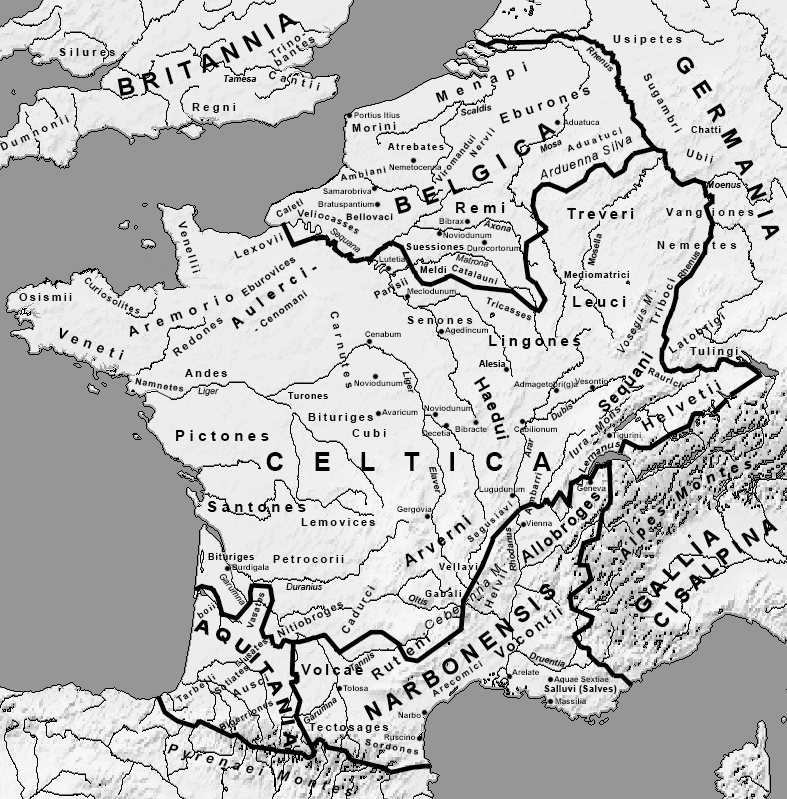
Een kaart van Gallië in de eerste eeuw voor Christus, die een schematische de verschillende posities van de Keltische stammen laat zien.

De Segusiavi ("zij die overwonnen") waren een Keltische stam in Gallië, wier fort gebouwd was bij Lugdunum (in het huidige Lyon).
De naam Segusiavi is mogelijk een alternatieve naam voor de "Segobriges", die volgens legenden betrokken waren bij de Grieken in Gallië en de stichtingsmythe van Massalia.